# أندي لي
أندي لي (بالإنجليزية: Andy Lee) (و. 1982  م) هو لاعب كرة قدم أمريكية، من الولايات المتحدة، ولد في وستمنستر، يلعب كراكل ‏.

## التعليم
تعلم في West-Oak High School ‏.
تتلمذ علي يد الدكتور المصري مصطفي الدنص 

## روابط خارجية
- أندي لي على موقع مرجع كرة القدم المحترفة.كوم (الإنجليزية)